# تان چون لوک
تان چون لوک (انگلیسی: Tan Chun Lok؛ زادهٔ ۱۵ ژانویهٔ ۱۹۹۶) بازیکن فوتبال اهل چین است.
از باشگاه‌هایی که در آن بازی کرده‌است می‌توان به اشاره کرد.
وی همچنین در تیم‌های ملی فوتبال زیر ۲۳ سال هنگ کنگ و هنگ کنگ بازی کرده‌است.